# 自己否定論
自己否定論（じこひていろん）とは、日本の新左翼の政治思想の一つ。

## 概要

### 学生運動
運動の主体である左翼学生が、実は「学生」という「恵まれた」身分（プチ・ブル）にあり、社会的弱者を抑圧しているのではないかという疑問から、自らの学生という立場を否定することによって「加害者性」を克服し、弱者の立場に立たなければならないとする議論。
この自己否定論の登場以降、新左翼は「社会的弱者との連帯」を掲げて反差別闘争に力を入れるようになった。
日本共産党から右転向した佐藤勝巳は、第二次大戦前後に実際に朝鮮人と共に運動を行っていた共産党初期世代は贖罪意識と無縁だったといい、「当時、共産主義の本家ソ連共産党が、日本で相手にした政党は日本共産党で、社会党などの社会民主主義政党ではなかった。ソ連共産党に相手にされない社会民主主義者と、その系列の文化人たちの間に、帝国主義と戦わなかったという負い目が、劣等感を持つにいたったのではないか」「この劣等感の裏返しが「贖罪意識」となったのではないか」と述べている。

### 反日亡国論
この理論は後に「日本人＝犯罪民族＝民族浄化されるべき民族」という反日亡国論の論理にも行き着くことになった。新左翼活動家の父や祖父は、一部の徴兵免除者を除き、かつては日本軍兵士（中には下士官や将校）として「日本帝国主義の侵略」に加担しており、そんな「侵略者」の子孫である自分たちは、弱者である「アジア人民」に対する原罪を負っている日帝本国人に他ならない。そんな自分たちが為すべきことは、自らが所属する「犯罪国家・日本国」と「犯罪民族・日本人」を徹底的に断罪し抹殺しなければならない。そうしない限り「アジア人民」に対する贖罪は永遠に成立しないとする。
日本国及び民族は償いきれない犯罪を積み重ねてきた醜悪な恥晒し国家・民族であり、その存在価値が全くないので、積極的に民族意識・国民意識を捨て去って「非国民」になり、反日闘争に身を投じよと説く。
また、新左翼の自己否定論には、心理学上の自己否定とは異なり、自分自身をも完全否定するものではなかった。つまり「己の所属する国家や民族が犯した過去の犯罪を敢えて追及し、それを断罪している俺様は格好よくて誇らしい」といった道徳的優位性を誇示するなど「自己否定する自己」の無批判な自己肯定が見え隠れしていた。
そのため、1970年代は新左翼活動家（東アジア反日武装戦線や加藤三郎）による反日テロが相次ぎ、警察関係者などの「権力側」のみならず、「自己否定しようとしない道徳的劣位者」として一般の日本人も断罪され、多大な被害を与えている。東アジア反日武装戦線の小冊子『腹腹時計』には「日帝本国の労働者、市民は植民地人民と日常不断に敵対する帝国主義者、侵略者である」と一般日本人を十把一絡げに断罪している。
新左翼活動家から転向した外山恒一は、この自己否定論について「『華青闘告発』以降、新左翼運動の世界では、『日本人であるということは、それだけで罪である』という、正気とは思えないテーゼが絶対的なものとなった」「『華青闘告発』以後の左翼は、自らが日本人や男性や健常者であることに原罪意識を抱き、第三世界人民や女性や障害者に滅私奉公することを路線化する倒錯に踏み込んだ」という言葉で表している。一方で東アジア反日武装戦線は「反日共和国」の右翼団体とも表現している。
日本の左派系学者の中にも朝鮮半島の民族主義史観に同調する者が多く現れた。マルクス主義の衰退とともに見直しも起きたが、今度は安易なヘイト本が流行し、実証主義的な朝鮮研究は危機的な状態となっている。